# Karl-Heinz Menz
Pour les articles homonymes, voir Menz (homonymie).
Karl-Heinz Menz, né le 17 décembre 1949 à Tambach-Dietharz, est un biathlète allemand.

## Biographie
Aux Jeux olympiques d'hiver de 1976, il est médaillé de bronze en relais avec Manfred Geyer, Frank Ullrich et Manfred Beer.

## Palmarès

### Jeux olympiques
- Jeux olympiques d'hiver de 1976 à Innsbruck :
  -  Médaille de bronze en relais.